# Софиевский
Софиевский (укр. Софіївський) — посёлок городского типа, относится к Краснолучскому городскому совету Луганской области Украины (до 2005 года поселок Софиевка). В 1931 году открыта угольная шахта.

## Географическое положение
Соседние населённые пункты: посёлок Хрустальный и город Красный Луч на юге, пгт Хрустальное и город Вахрушево на юго-западе, посёлки Красный Кут и Индустрия на западе, Грушёвое, Давыдовка и село Артёма на северо-западе, посёлок Тамара и город Петровское на севере, посёлки Степовое, Малониколаевка и село Захидное на северо-востоке, посёлки Ивановка, Орловское, Казаковка на востоке, Христофоровка, Краснолучский и село Зелёный Гай на юго-востоке.

## История
В 1946 г. Указом ПВС УССР колония Софиевка переименована в посёлок Софиевка.

## Население
В январе 1989 года численность населения составляла 5695 человек.
На 1 января 2013 года численность населения составляла 3950 человек.
С весны 2014 года — под контролем Луганской Народной Республики.

## Местный совет
94554, Луганская обл., Краснолучский горсовет, пгт. Софиевский, ул. Мира, д. 25